# Umm el-Káb

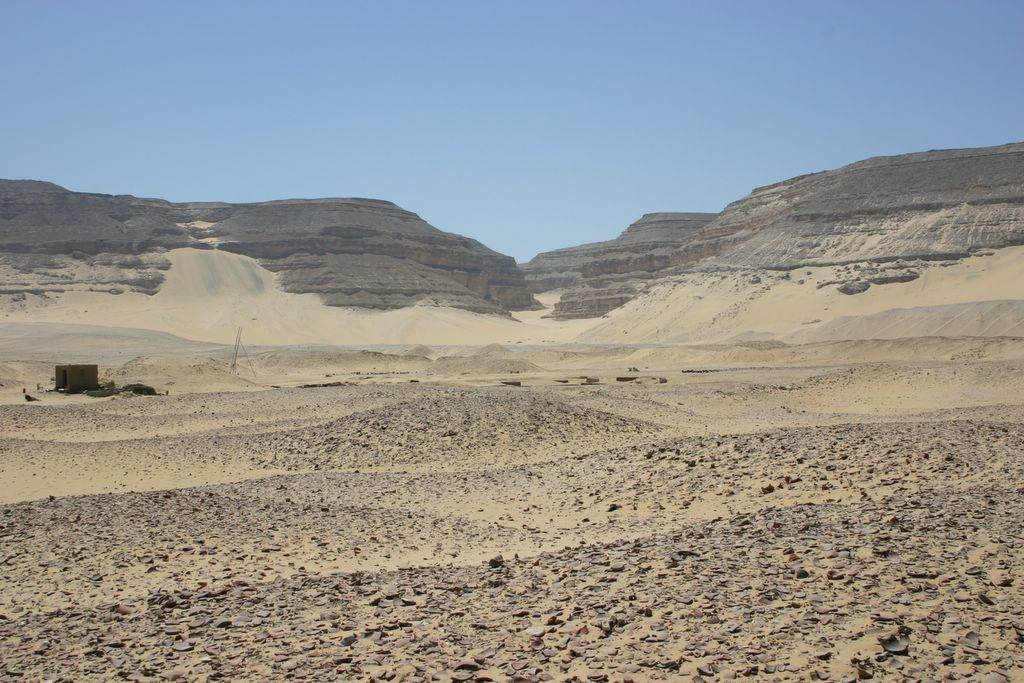
Pohled na naleziště ukazující střepy z nádob

Umm el-Káb (nazývaný také Umm el Ga'ab, arabsky أم القعاب) je egyptské pohřebiště pocházející z Předdynastické doby. Pohřbeni zde byli někteří panovníci 0. dynastie, 1. dynastie a dva panovníci 2. dynastie. Archeologické naleziště se nachází v Abydu, hlavním politickém centru a jednom z nejstarších měst starověkého Egypta.
Dnešní název znamená „Matka střepů“, protože celý areál je pokryt střepy z tisíců rozbitých nádob, v nichž návštěvníci přinášeli obětiny pro boha Usira (viz obrázek). Od 12. dynastie se pohřebiště považovalo za posvátné místo, kde Eset pohřbila svého bratra Usira. Za místo jeho odpočinku byla považována Egypťany v pozdější době hrobka krále Džera. K Usirově svatyni směřovaly velké národní poutě.
Pohřební komplexy zahrnovaly také rozsáhlé ohrady (něm. Talbezirke, angl. Great enclosures nebo fortresses), které se nacházely poblíž Abydu. Pravděpodobně se zde konaly smuteční obřady pro každého vládce poté, co byl uložen do hrobu. Největší z ohrad vymezuje plochu cca 1 ha, dosahuje výšky až 11 metrů a její stěny jsou 5 metrů silné. Uprostřed stála malá stavba ze sušených cihel (možná obětní místo), která byla po každém obřadu zničena.

## Hrobky
Hrobka měla nadzemní a podzemní část. Písečnou mohylu o výšce asi 3 metry obklopovala ohradní zeď ze sušených cihel čtvercového nebo obdélníkového půdorysu. Vstupní otvor byl označen kamennou stélou se jménem majitele hrobky. Tyto nadzemní části se nedochovaly, z hrobek zůstaly pouze podzemní jámy. Podzemní část hrobky tvořilo několik místností. Pohřební komoru se sarkofágem obklopovaly místnosti s pohřební výbavou, která měla králi poskytnout vše potřebné pro posmrtný život. V každé z hrobek postavených od doby krále Hor-Ahy bylo nalezeno velké množství sekundárních hrobek, v nichž našli místo posledního odpočinku faraonovi služebníci a možná i úředníci. Tento zvyk sekundárních pohřbů již není v 2. dynastii doložen.

### Předdynastické hrobky
- hrobka U-j – Neznámý vlastník, ale někteří archeologové, kupříkladu německý archeolog Günter Dreyer (1943–2019),[3] se z nálezů domnívají, že by mohlo jít o hrobku krále Štíra. Hrobka o rozměrech 8×10 m je největší, tvoří ji 12 komor. Ve skladovacích prostorách byly nalezeny nádoby na víno a 160 tabulek s nápisy.
- hrobka B1/B2 – Vlastníkem je pravděpodobně Iry-Hor[4] Dvoukomorová hrobka, kterou objevil William Flinders Petrie. Rozměry samostatných komor B1: 2,5×7 m (pohřební komora), B2: 4,30× 2,50 m (sklad).
- hrobka B7/B9 – Vlastníkem je pravděpodobně Ka[4] Dvoukomorová hrobka o rozměrech B 7: cca 6×3,3 m, B 9: cca 6×3 m. Identifikace je určena podle nalezených předmětů se jménem Ka.

### Hrobky 1. dynastie

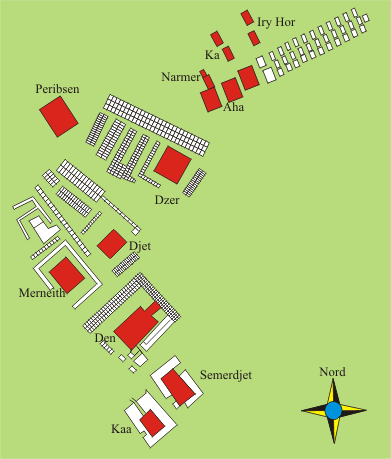
Mapa pohřebiště v Umm el-Kábu zvaného pohřebiště B, toto území obsahuje hrobky králů 1. dynastie a posledních dvou králů 2. dynastie.

- hrobka B17/B18 – Vlastníkem je pravděpodobně Narmer[4] Dvě spojené komory o rozměrech 10×3 m. V této hrobce byla poprvé objevena stéla.
- hrobka B10/B15/B19 – Vlastníkem je pravděpodobně Hor-Aha[4] Tři hlavní komory B 10, 15 a 19 mají přibližně stejnou velikost a jsou od sebe stejně vzdáleny. Na ně navazují dvě menší komory a hrobový komplex s 32 pohřebními komorami. V nejvýchodnější komoře se nacházela „lví hrobka“ se dvěma dospělými a pěti mladými lvy.
- hrobka B40/B50 – Vlastníkem je pravděpodobně Teti I. Nedokončená dvoukomorová hrobka o rozměrech B 40: cca 10×8 m B 50: cca 6×7,5 m
- hrobka O – Vlastníkem je pravděpodobně Džer[4] Rozkládá se na ploše 40 × 70 metrů. Komplex se skládá z velké hlavní komory o rozměrech cca 18,4×17 m obklopené mnoha malými komorami pro 318 sekundárních pohřbů. Hrobka vyhořela, zřejmě za 2. dynastie[5] a za 18. dynastie byla obnovena, stala se kultovním centrem jako hrobka Osirise. Flinders Petrie zde nalezl sbírku různých předmětů a vybavení, mimo jiné stélu s královským serechem a mumifikovaný fragment ženského zápěstí s náramky z fajánsových korálků a drahých kamenů.[2]
- hrobka Z – Vlastníkem je pravděpodobně Wadži.[4] Obdoba Džerovy hrobky, pouze počet sekundárních pohřbů byl snížen na 178. Hlavní komora obsahuje 19 úložných komor–výklenků.
- hrobka Y – Vlastníkem je pravděpodobně královna Merneit.[4] Skládá se z pohřební komory o rozměrech přibližně 9×6,3 m a 41 pomocných hrobek uspořádaných kolem ní. Centrální komora byla obklopena 8 úzkými sklady, v nichž bylo nalezeno mnoho zapečetěných nádob.[6]
- hrobka T – Vlastníkem je pravděpodobně Den[4] Centrální pohřební komora má podlahovou plochu přibližně 15×8,5 m. Na severu, východě a západě je obklopena malými komorami pro 121 sekundárních pohřbů. Do hrobky vede ze severozápadu 23,5 m dlouhé schodiště s 18 resp. 12 stupni.
- hrobka X – Vlastníkem je pravděpodobně Adžib[4] Hrobka má podobný design jako hrobka T a má také schodiště, ale je menší, měří cca 6,8 × 4,5 m. Hlavní komoru obklopuje 63 menších komor pro sekundární pohřby.
- hrobka U – Vlastníkem je pravděpodobně Semerchet[4] Pohřební komora je ze všech stran obklopena menšími komorami pro 68 sekundárních pohřbů. Poprvé se hroby pro sekundární pohřby nacházejí přímo u zdi hlavní pohřební komory. Do tohoto hrobu vedla rampa dlouhá přibližně 10 m. Rozměr hrobu je cca 16,5×7,5 m.
- hrobka Q – Vlastníkem je pravděpodobně Kaa[4] Král Káa byl posledním vládcem, který pokračoval v tradici sekundárních pohřbů. Před pohřební komorou o rozměrech 10×5 m se nachází šest menších skladovacích místností, jejichž středem vede vstupní schodiště. Komory pro 26 sekundárních pohřbů jsou uspořádány kolem královské pohřební komory a odděleny pouze zdí.

### Hrobky 2. dynastie

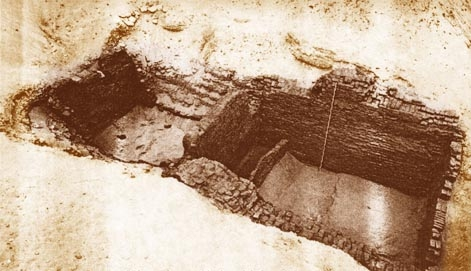
Hrobka faraona Narmera

Panovníci 2. dynastie se pravděpodobně nechali pohřbít v Sakkáře. Poslední dva panovníci 2. dynastie jsou pohřbeni opět na nekropoli Umm el-Káb.
- Hrobka P, jejímž vlastníkem je pravděpodobně Semerchet (Peribsen),[4] se nachází severně od hrobky královny Merneit. Pečeť nalezená v této hrobce obsahuje první celou větu psanou hieroglyfy.[8] Kolem královské pohřební komory je uspořádáno devět skladovacích místností, které jsou propojeny dlouhými chodbami. Celý komplex je obdélníkový o rozměrech 21×18,5 m. Od začátku 2. dynastie skončila praxe druhotných pohřbů. Přístup byl po rampě. U vchodu do hrobky se nacházela alespoň jedna královská stéla.

- Hrobka V, jejímž vlastníkem je pravděpodobně Chasechemuej, se nachází jižně od hrobky krále Kaa.[4] Byl posledním faraonem, který postavil hrobku v Umm el-Káb. Tato hrobka má jiné uspořádání než ostatní. Centrální pohřební komora byla poprvé postavena z kamene, a to z dovezeného vápence. Kolem pohřební komory bylo uspořádáno padesát čtyři skladovacích místností o rozměrech přibližně 5,3 × 3,3 m. Celý komplex tvoří protáhlý obdélník o rozměrech cca 69 ×10-17 m. Zde byly poprvé objeveny bronzové nádoby.

## Výzkum
V 90. letech 19. století tyto hrobky zkoumal Émile Amélineau. Objevil hroby v místě označovaném dnes jako pohřebiště B, počínal si však velmi nešetrně. Nechal zničit mnoho poškozených nádob, nevedl řádnou archeologickou dokumentaci, některé hroby poškodil. Po pěti letech po něm převzal výzkum Flinders Petrie. Ten zde prováděl výzkumy v letech 1899–1901, pořídil plány hrobek a zdokumentoval mnoho vzácných artefaktů. 
Od 70. let 20. století zde vede vykopávky Německý archeologický institut. Na pohřebišti U objevili hrobky předdynastických vládců. 